# Kurupi itaata
Kurupi é um gênero de dinossauros terópodes da família Abelisauridae, nativo da formação Marília do Cretáceo Superior, durante o Maastrichtiano, há cerca de 70 a 66 milhões de anos. Até ao momento só uma espécie foi nomeada, Kurupi itaata. O gênero faz alusão ao deus da fertilidade e sexualidade guarani Kurupi, pois o holótipo foi encontrado nos arredores do motel paraíso, lugar destinado para encontros íntimos.

## Descoberta e nomeação
O holótipo do gênero, MPMA 27-0001/02, consiste em um ísquio esquerdo quase completo articulado com partes do ísquio direito, ílio esquerdo e uma pequena porção do púbis esquerdo. Três vértebras caudais proximais, fragmentos da cintura pélvica e dois ossos não identificáveis também são atribuídos ao espécime. Esses elementos provém da região da cidade de Monte Alto, no estado brasileiro de São Paulo. As rochas dessa localidade são atribuídas à formação Marília, antigo membro Echaporã, datando do Maastrichtiano. Com a recente separação dos membros Serra da Galga e Ponte Alta para a formação Serra da Galga, do triângulo mineiro, Kurupi se tornou o único dinossauro descrito e nomeado da formação Marília.
O nome do gênero Kurupi faz referência ao deus guarani da sexualidade e fertilidade de mesmo nome, em alusão a sua descoberta próxima a um motel. Já o epíteto específico K. itaata vem do idioma Tupi e tem duas raízes etimológicas: ita , que significa rocha, e atã, que significa duro, forte, resistente. Segundo os autores, o epíteto faz alusão às rochas resistentes da região de monte alto.

## Descrição e ecologia
Baseando-se em estudos anteriores e comparações com táxons relacionados, Kurupi itaata provavelmente media 5 metros de comprimento, um tamanho mediano para a família. Como só possui elementos pélvicos e caudais preservados, todas inferências sobre sua paleobiologia só podem ser feitas a partir destes materiais. Grandes áreas de inserção muscular no ísquio demostram que como os Brachyrostra derivados Carnotaurus e Aucasaurus, tinha adaptações para uma vida cursorial.

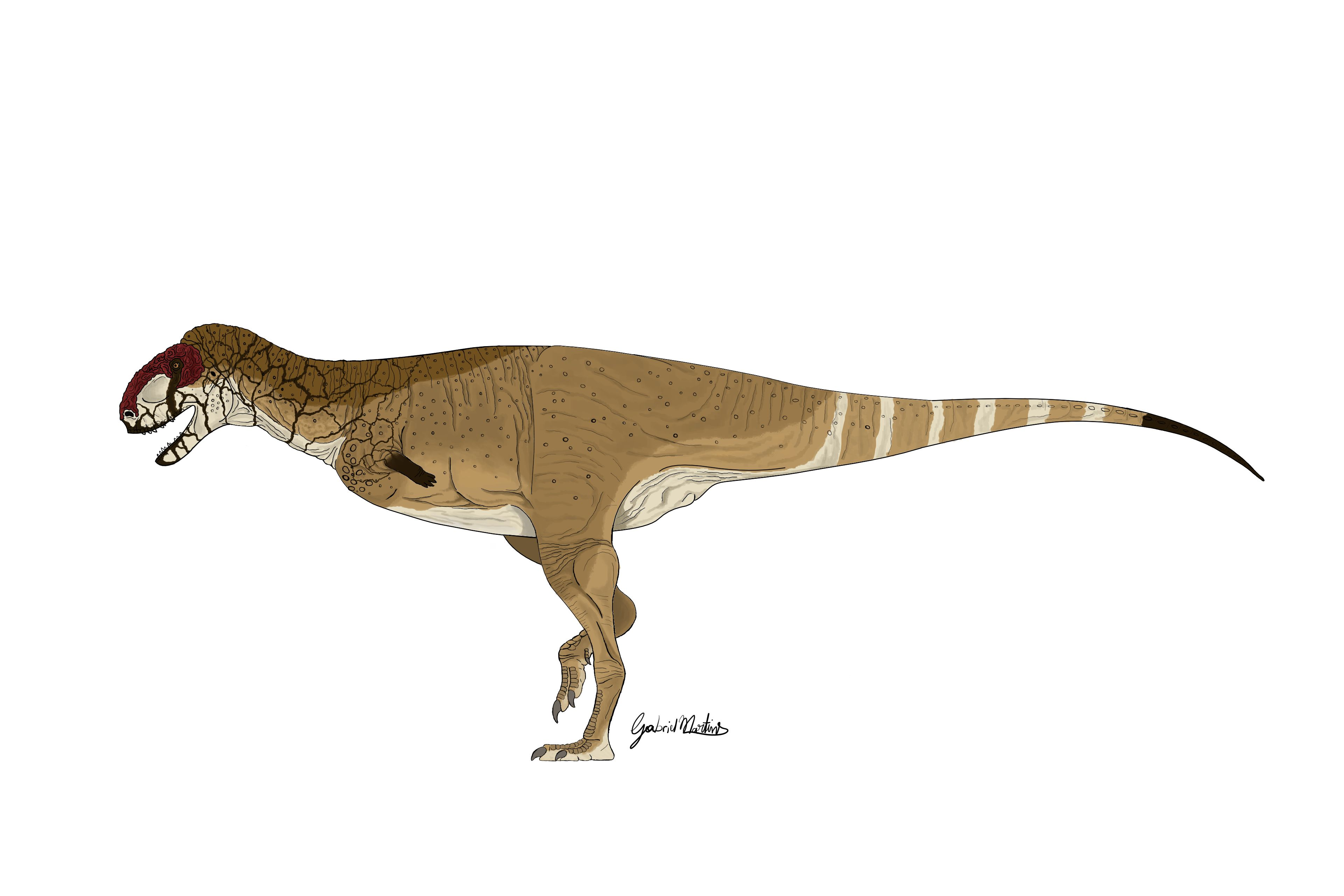
Reconstrução artística de Kurupi itaata.

O paleoambiente da formação Marília era árido, com precipitação anual próxima dos 200-300mm. Mesmo assim, a presença de moluscos bivalves, peixes e crocodiliformes aquáticos demonstram que existiam corpos da águas, que provavelmente concentrariam a fauna terrestre. Além de Kurupi, vários fósseis não-nomeados são atribuídos ao grupo de saurópodes Titanosauria, potenciais presas, baseado em seus relativos.

## Classificação
Na sua descrição, Kurupi é atribuído a Abelisauridae, porém suas relações dentro do grupo são pouco conhecidas, estando em uma posição mais derivada que Eoabelisaurus e Spectrovenator, situado em uma politomia com todos os outros gêneros descritos. A politomia provavelmente é fruto da incompletude do material.
Cladograma por Iori et al(2021):
|  | Spectrovenator |
|  | |
|  | \| \| Abelisaurus \| \| \| \| \| \| Viavenator \| \| \| \| \| \| Skorpiovenator \| \| \| \| \| \| Rugops \| \| \| \| \| \| Rajasaurus \| \| \| \| \| \| Pycnonemosaurus \| \| \| \| \| \| Majungasaurus \| \| \| \| \| \| Kryptops \| \| \| \| \| \| Indosaurus \| \| \| \| \| \| Ilokelesia \| \| \| \| \| \| Genusaurus \| \| \| \| \| \| Ekrixinatosaurus \| \| \| \| \| \| Dahalokely \| \| \| \| \| \| Carnotaurus \| \| \| \| \| \| Arcovenator \| \| \| \| \| \| Kurupi \| \| \| \| |
|  | |
|  | Abelisaurus |
|  | |
|  | Viavenator |
|  | |
|  | Skorpiovenator |
|  | |
|  | Rugops |
|  | |
|  | Rajasaurus |
|  | |
|  | Pycnonemosaurus |
|  | |
|  | Majungasaurus |
|  | |
|  | Kryptops |
|  | |
|  | Indosaurus |
|  | |
|  | Ilokelesia |
|  | |
|  | Genusaurus |
|  | |
|  | Ekrixinatosaurus |
|  | |
|  | Dahalokely |
|  | |
|  | Carnotaurus |
|  | |
|  | Arcovenator |
|  | |
|  | Kurupi |
|  | |

|  | Abelisaurus      |
|  |                  |
|  | Viavenator       |
|  |                  |
|  | Skorpiovenator   |
|  |                  |
|  | Rugops           |
|  |                  |
|  | Rajasaurus       |
|  |                  |
|  | Pycnonemosaurus  |
|  |                  |
|  | Majungasaurus    |
|  |                  |
|  | Kryptops         |
|  |                  |
|  | Indosaurus       |
|  |                  |
|  | Ilokelesia       |
|  |                  |
|  | Genusaurus       |
|  |                  |
|  | Ekrixinatosaurus |
|  |                  |
|  | Dahalokely       |
|  |                  |
|  | Carnotaurus      |
|  |                  |
|  | Arcovenator      |
|  |                  |
|  | Kurupi           |
|  |                  |

|  | Spectrovenator |
|  | |
|  | \| \| Abelisaurus \| \| \| \| \| \| Viavenator \| \| \| \| \| \| Skorpiovenator \| \| \| \| \| \| Rugops \| \| \| \| \| \| Rajasaurus \| \| \| \| \| \| Pycnonemosaurus \| \| \| \| \| \| Majungasaurus \| \| \| \| \| \| Kryptops \| \| \| \| \| \| Indosaurus \| \| \| \| \| \| Ilokelesia \| \| \| \| \| \| Genusaurus \| \| \| \| \| \| Ekrixinatosaurus \| \| \| \| \| \| Dahalokely \| \| \| \| \| \| Carnotaurus \| \| \| \| \| \| Arcovenator \| \| \| \| \| \| Kurupi \| \| \| \| |
|  | |
|  | Abelisaurus |
|  | |
|  | Viavenator |
|  | |
|  | Skorpiovenator |
|  | |
|  | Rugops |
|  | |
|  | Rajasaurus |
|  | |
|  | Pycnonemosaurus |
|  | |
|  | Majungasaurus |
|  | |
|  | Kryptops |
|  | |
|  | Indosaurus |
|  | |
|  | Ilokelesia |
|  | |
|  | Genusaurus |
|  | |
|  | Ekrixinatosaurus |
|  | |
|  | Dahalokely |
|  | |
|  | Carnotaurus |
|  | |
|  | Arcovenator |
|  | |
|  | Kurupi |
|  | |

|  | Abelisaurus      |
|  |                  |
|  | Viavenator       |
|  |                  |
|  | Skorpiovenator   |
|  |                  |
|  | Rugops           |
|  |                  |
|  | Rajasaurus       |
|  |                  |
|  | Pycnonemosaurus  |
|  |                  |
|  | Majungasaurus    |
|  |                  |
|  | Kryptops         |
|  |                  |
|  | Indosaurus       |
|  |                  |
|  | Ilokelesia       |
|  |                  |
|  | Genusaurus       |
|  |                  |
|  | Ekrixinatosaurus |
|  |                  |
|  | Dahalokely       |
|  |                  |
|  | Carnotaurus      |
|  |                  |
|  | Arcovenator      |
|  |                  |
|  | Kurupi           |
|  |                  |